# جان سورنسن
جان سورنسن (انگلیسی: John Sørensen؛ زادهٔ ۵ اکتبر ۱۹۳۴) قایقران کانو اهل دانمارک است.